# Mauricio Benítez
Mauricio Leonel Benítez (Florencio Varela, 3 februari 2004) is een Argentijns voetballer die onder contract ligt bij CA Boca Juniors.

## Clubcarrière
Benítez genoot zijn jeugdopleiding bij CA Boca Juniors. In de zomer van 2023 had hij een stevige voet in de Copa Libertadores onder 20-zege van Boca Juniors: zowel in de eerste groepswedstrijd tegen Defensor SC als in de halve finale tegen CA Peñarol scoorde hij het enige doelpunt van de wedstrijd, daartussen opende hij ook de score in het 2-2-gelijkspel tegen SE Palmeiras. In datzelfde jaar 2023 maakte hij ook zijn opwachting in het tweede elftal van Boca Juniors.
Op 1 februari 2024 maakte Benítez zijn officiële debuut voor het eerste elftal van Boca Juniors: in de competitiewedstrijd tegen Club Atlético Sarmiento (1-1-gelijkspel) liet trainer Diego Martínez hem in de 55e minuut invallen voor Jorman Campuzano.